# Neocrepidodera spectabilis
Neocrepidodera spectabilis es una especie de insecto coleóptero de la familia Chrysomelidae. Fue descrita científicamente en 1904 por J. Daniel.